# Liste des plus hauts gratte-ciel de Chengdu
Depuis la construction du Sichuan Chengdu Building en 1990, plus de 240 gratte-ciel (immeuble de  100 mètres de hauteur et plus) ont été construits à Chengdu en Chine du fait du développement très rapide de la ville,,,,.

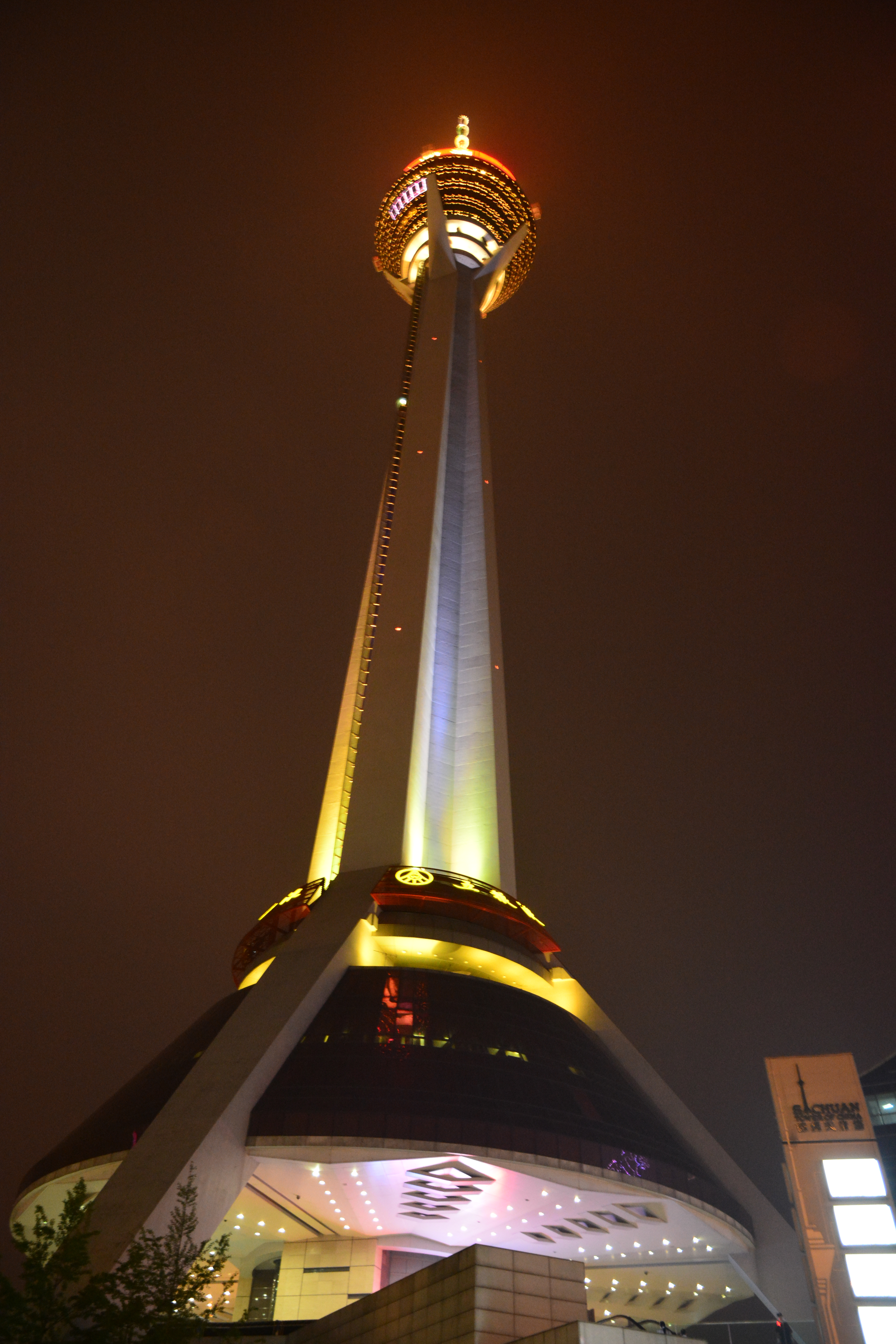
West Pearl Tower

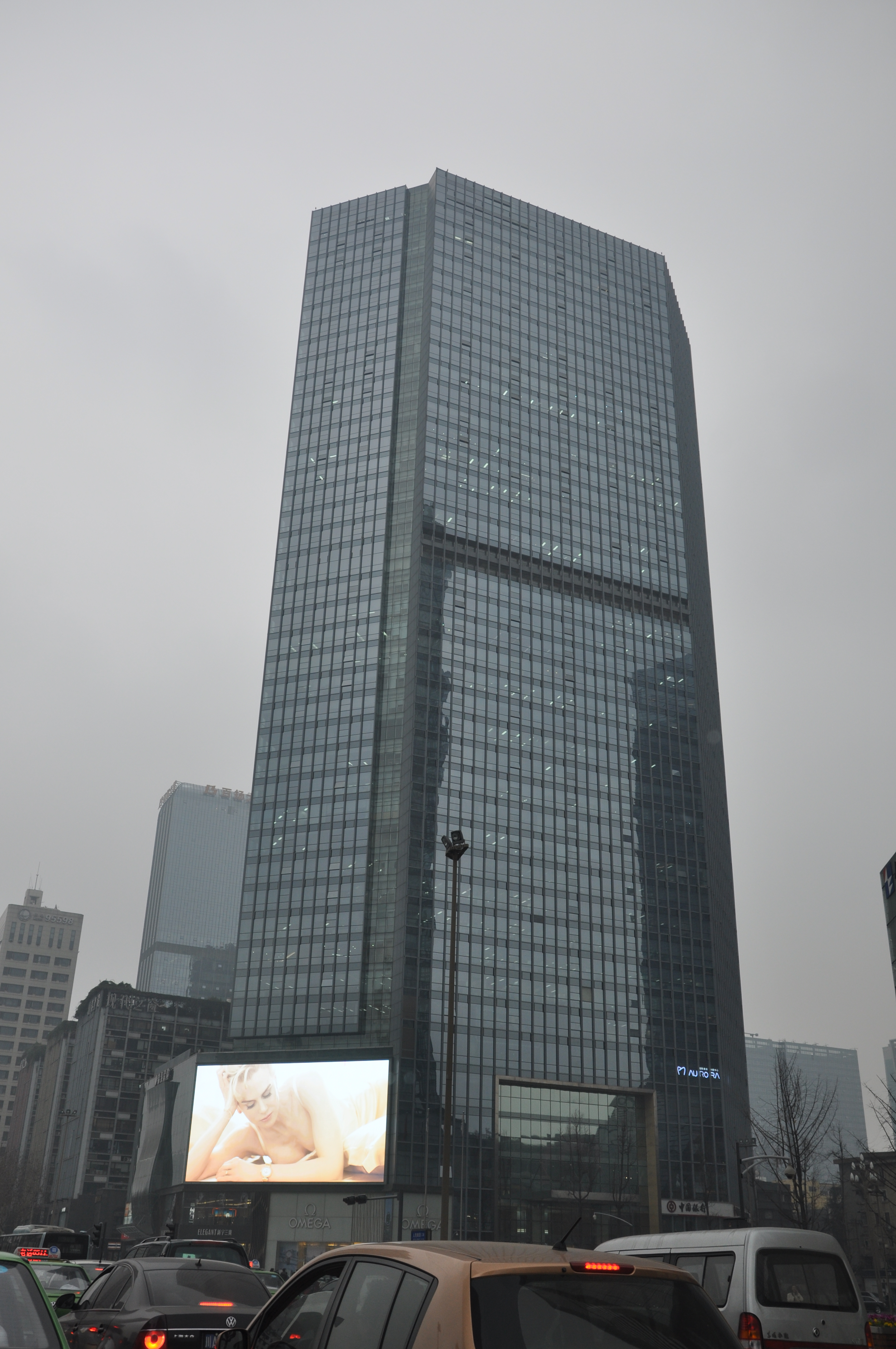
Sichuan Aerospace Tower

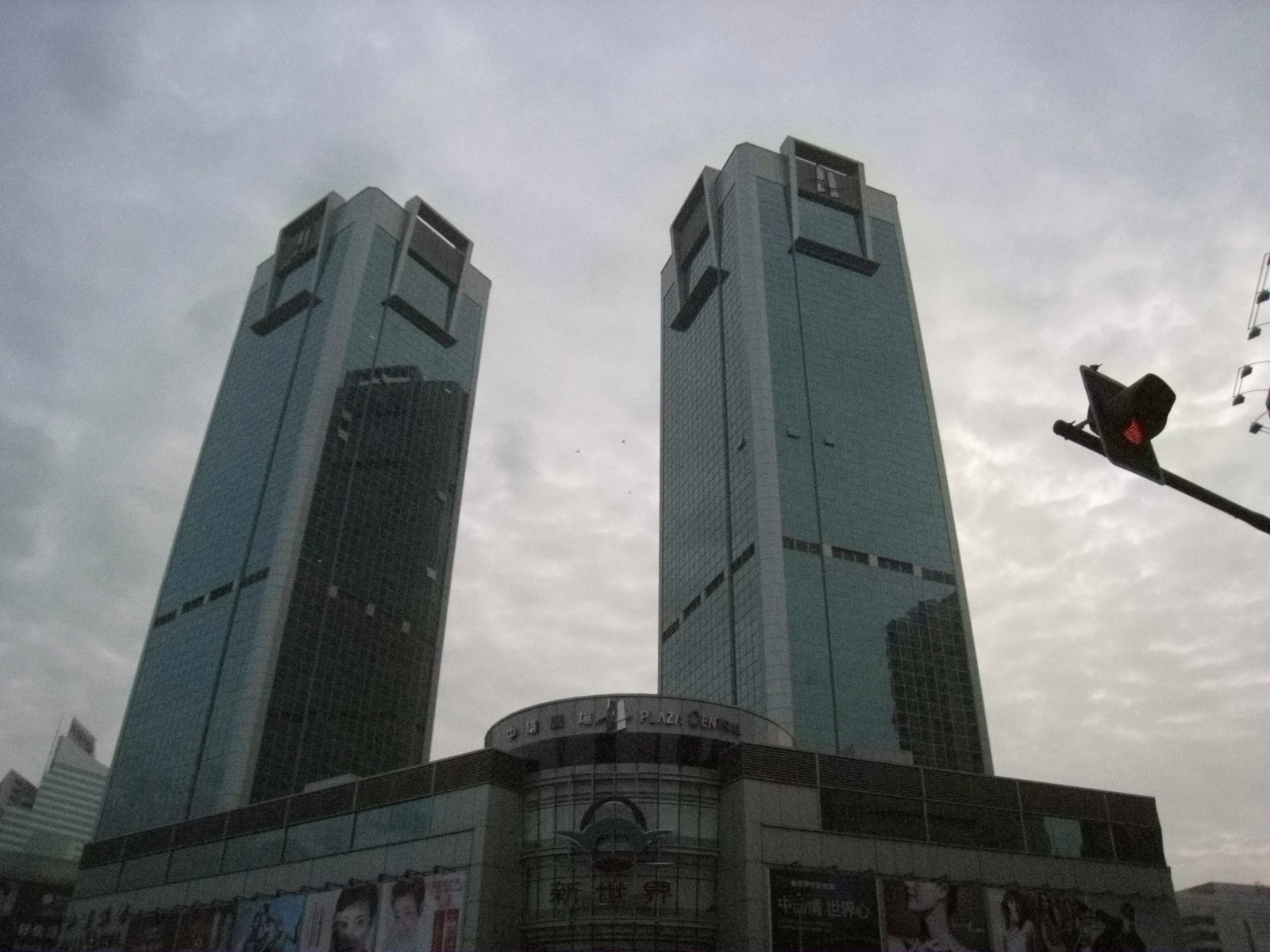
Plaza Central

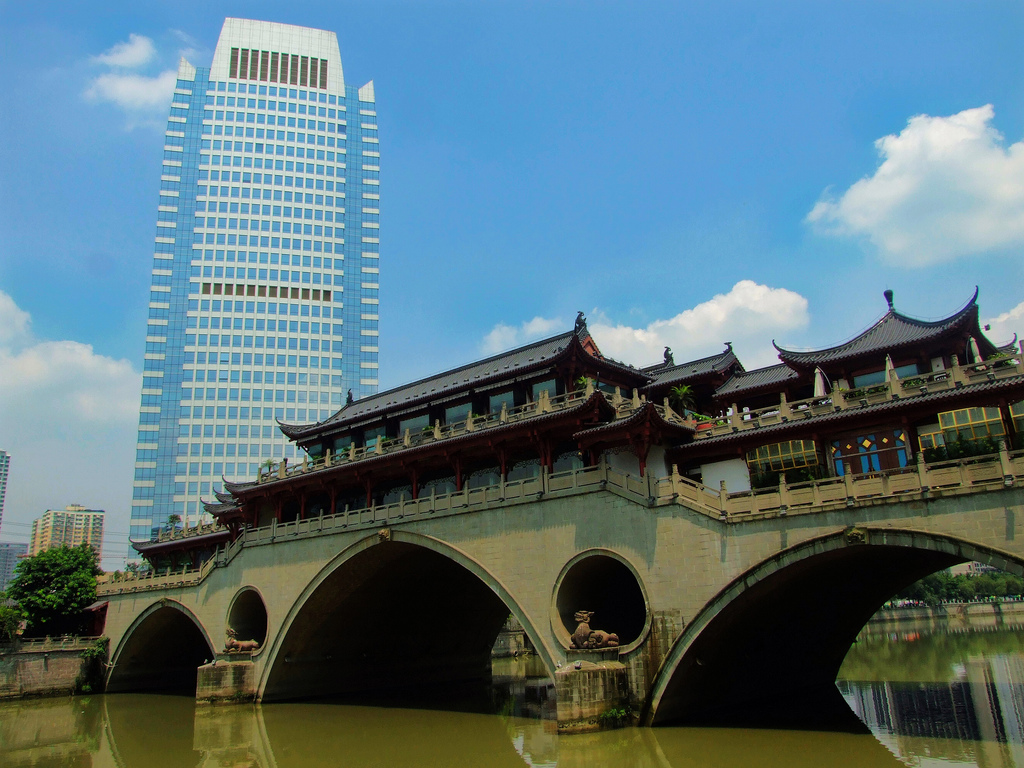
Shangri-La Office Tower, Chengdu

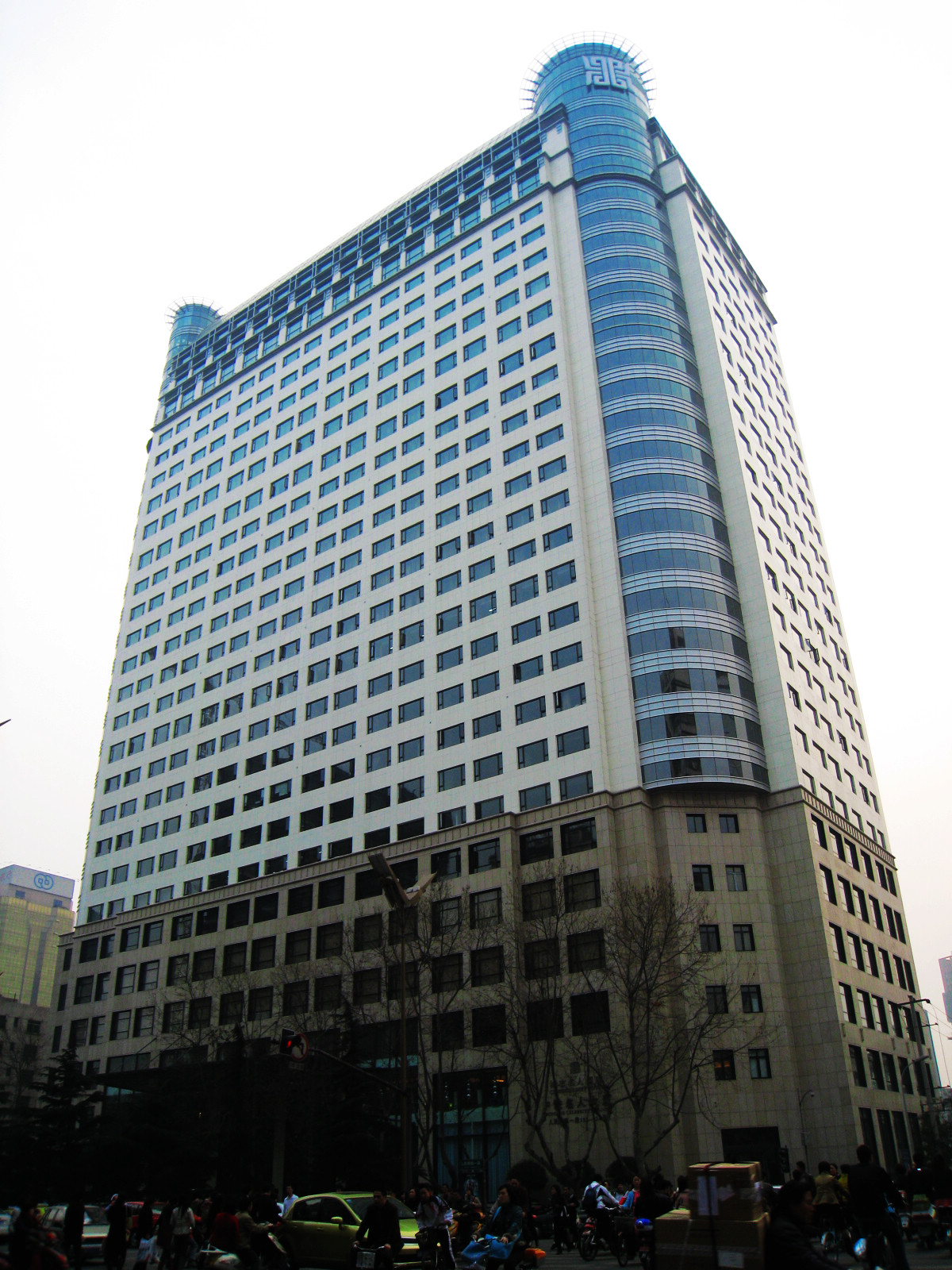
Quanxing Building B

## Bâtiments d'au moins130 mètresde hauteur construits
Classement actualisé le 21 janvier 2023
| Rang | Nom                                                      | Hauteur | Étages | Année |
| ---- | -------------------------------------------------------- | ------- | ------ | ----- |
| 1    | Chengdu IFS Tower 1                                      | 248 m   | 48     | 2014  |
| 1    | Chengdu IFS Tower 2                                      | 248 m   | 48     | 2014  |
| 3    | Global Times Center                                      | 243 m   | 45     | 2016  |
| 4    | Western IFC - Conrad Hotel                               | 241 m   | 46     | 2015  |
| 5    | Art Residence 1                                          | 222 m   | 65     | 2017  |
| 5    | Art Residence 1                                          | 222 m   | 65     | 2017  |
| 7    | Yintai Center Tower 1                                    | 220 m   | 52     | 2017  |
| 8    | Dongfang Tianxiang Plaza 1                               | 219 m   | 45     | 2016  |
| 8    | Dongfang Tianxiang Plaza 2                               | 219 m   | 45     | 2016  |
| 10   | China Resources Building                                 | 212 m   | 39     | 2012  |
| 11   | Dongdu Kaiyue Phase 2                                    | 210 m   | 60     | 2010  |
| 12   | Minyoun Financial Plaza                                  | 206 m   | 47     | 2012  |
| 13   | MIC Plaza Tower C                                        | 204 m   | 48     | 2016  |
| 13   | MIC Plaza Tower D                                        | 204 m   | 48     | 2016  |
| 13   | Sichuan Airlines Plaza                                   | 204 m   | 47     | 2016  |
| 16   | Huarun Tower                                             | 201 m   | 39     | 2012  |
| 17   | Pinnacle One                                             | 200 m   | 47     | 2015  |
| 17   | Twin Rivers International Office Tower A                 | 200 m   | 43     | 2016  |
| 17   | Palm Springs International Center Tower 1                | 200 m   | 41     | 2013  |
| 20   | Chengdu IFS Tower 4                                      | 198 m   | 46     | 2015  |
| 21   | Evergrande Huazhi Residential Tower 1                    | 195 m   | 53     | 2015  |
| 21   | Evergrande Huazhi Residential Tower 2                    | 195 m   | 53     | 2015  |
| 21   | Yintai Center Tower 2                                    | 195 m   | 40     | 2017  |
| 21   | Yintai Center Tower 3                                    | 195 m   | 40     | 2017  |
| 25   | Evergrande Huazhi Office Tower                           | 194 m   | 36     | 2015  |
| 26   | Fantasia Hailrun Plaza                                   | 190 m   | 49     | 2010  |
| 27   | Chengdu IFS Tower 3                                      | 188 m   | 48     | 2015  |
| 28   | Maoye World Tower A                                      | 185 m   | 46     | 2014  |
| 28   | Yintai Center Tower 4                                    | 185 m   | 45     | 2017  |
| 28   | Twin Rivers International Office Tower B                 | 185 m   | 42     | 2016  |
| 31   | Western IFC - R2                                         | 184 m   | 47     | 2016  |
| 32   | Western IFC - R1                                         | 180 m   | 46     | 2016  |
| 32   | Tianfu Times Tower 1                                     | 180 m   | 40     | 2010  |
| 32   | Tianfu Times Tower 2                                     | 180 m   | 40     | 2010  |
| 32   | Yanlord Landmark Office Tower                            | 180 m   | 39     | 2010  |
| 32   | The Lodgement                                            | 180 m   |        | 2015  |
| 32   | Royal Bay Tower 10                                       | 180 m   | 54     | 2015  |
| 32   | Royal Bay Tower 12                                       | 180 m   | 54     | 2015  |
| 32   | Royal Bay Tower 13                                       | 180 m   | 54     | 2015  |
| 40   | Fairmont Hotel                                           | 179 m   | 42     | 2016  |
| 41   | Tianzijie International Condo                            | 178 m   | 55     | 2012  |
| 42   | The Metropolis 1                                         | 176 m   | 51     | 2013  |
| 42   | The Metropolis 2                                         | 176 m   | 51     | 2013  |
| 42   | Future Plaza Office Tower 1                              | 176 m   | 46     | 2014  |
| 42   | Future Plaza Office Tower 2                              | 176 m   | 46     | 2014  |
| 46   | The Excellency 1                                         | 175 m   | 51     | 2012  |
| 46   | The Excellency 2                                         | 175 m   | 51     | 2012  |
| 46   | R&F Center                                               | 175 m   | 42     | 2008  |
| 49   | Western IFC 2                                            | 170 m   | 39     | 2015  |
| 49   | Sichuan Aerospace Tower                                  | 170 m   | 42     | 2008  |
| 51   | Tongwei International Center                             | 169 m   | 40     | 2014  |
| 51   | Square One                                               | 169 m   | 37     | 2011  |
| 53   | International Mall Office Building                       | 168 m   | 41     | 2014  |
| 54   | Yang Guang Center Apartment and Loft Building            | 166 m   | 45     | 2013  |
| 54   | Chengdu Hilton International Square SOHO Apartment Tower | 166 m   | 43     | 2015  |
| 54   | Chengdu Hilton International Square Office Tower         | 166 m   | 39     | 2015  |
| 54   | Chengdu Hilton International Square Hotel Tower          | 166 m   | 38     | 2015  |
| 58   | Grand Hyatt Chengdu at Chicony Plaza                     | 165 m   | 37     | 2011  |
| 58   | Southwest Petroleum Building                             | 165 m   | 35     | 2007  |
| 58   | Yanlord Landmark Serviced Apartments                     | 165 m   | 40     | 2010  |
| 58   | Huamin Empire Plaza                                      | 165 m   | 45     | 2007  |
| 62   | MIC Plaza Tower B                                        | 164 m   | 38     | 2016  |
| 63   | International Technology Energy Conservation Building    | 163 m   | 41     | 2013  |
| 64   | Xiongfei Center Office Building                          | 161 m   | 37     | 2014  |
| 64   | The Orion 1                                              | 161 m   | 41     | 2011  |
| 64   | The Orion 2                                              | 161 m   | 41     | 2011  |
| 64   | The Orion 3                                              | 161 m   | 41     | 2011  |
| 68   | R&F Mansion                                              | 160 m   | 47     | 2013  |
| 68   | Sichuan Bank of China Tower                              | 160 m   | 38     | 1994  |
| 68   | Funian Plaza A                                           | 160 m   | 28     | 2014  |
| 68   | Funian Plaza B                                           | 160 m   | 28     | 2014  |
| 68   | Funian Plaza Loft Building 1                             | 160 m   | 28     | 2010  |
| 73   | Minxing Financial Tower                                  | 159 m   | 40     | 1998  |
| 74   | Times·Kaiyue Main Tower                                  | 158 m   | 40     | 1994  |
| 74   | Hyatt Regency Era                                        | 158 m   | 42     | 2006  |
| 76   | Morgan Center 1                                          | 157 m   | 40     | 2012  |
| 76   | Morgan Center 2                                          | 157 m   | 40     | 2012  |
| 76   | The Atrium Serviced Apartments                           | 157 m   | 38     | 2015  |
| 79   | MIC Plaza Tower A                                        | 156 m   | 37     | 2016  |
| 79   | Zhujiang New City International Tower A4                 | 156 m   | 36     | 2015  |
| 81   | The Atrium Residences                                    | 155 m   | 40     | 2012  |
| 81   | Shangri-La Hotel, Chengdu                                | 155 m   | 36     | 2007  |
| 83   | Changhong Technology Tower                               | 154 m   | 38     | 2014  |
| 84   | Longfor Century 8                                        | 153 m   | 49     | 2012  |
| 84   | Longfor Century 9                                        | 153 m   | 49     | 2012  |
| 84   | Longfor Century 10                                       | 153 m   | 49     | 2012  |
| 84   | Silverstone Square                                       | 153 m   | 38     | 2013  |
| 88   | Genesis Plaza Office Building                            | 152 m   | 38     | 2013  |
| 88   | Minyoun Tower                                            | 152 m   | 36     | 2014  |
| 90   | Dongfang Tianxiang R1                                    | 150 m   | 46     | 2016  |
| 90   | Dongfang Tianxiang R2                                    | 150 m   | 46     | 2016  |
| 90   | Dongfang Tianxiang R3                                    | 150 m   | 46     | 2016  |
| 90   | Sichuan Tobacco Tower                                    | 150 m   | 39     | 2010  |
| 90   | Diamond Plaza Office Building                            | 150 m   | 35     | 2014  |
| 95   | Plaza Central 1                                          | 145 m   | 34     | 2005  |
| 95   | Plaza Central 2                                          | 145 m   | 34     | 2005  |
| 97   | Shangri-La Office Tower, Chengdu                         | 144 m   | 30     | 2007  |
| 97   | Evergrande Huazhi St. Regis Hotel                        | 144 m   | 29     | 2015  |
| 99   | Century City Crystal Tower                               | 140 m   | 34     | 2008  |
| 99   | Chuanxin Mansion                                         | 140 m   | 37     | 1998  |
| 99   | Jinniu Wanda Plaza 1                                     | 140 m   | 34     | 2012  |
| 99   | Jinniu Wanda Plaza 2                                     | 140 m   | 34     | 2012  |
| 99   | CR Square 1                                              | 140 m   | 28     | 2013  |
| 99   | CR Square 2                                              | 140 m   | 28     | 2013  |
| 105  | Drum Tower International                                 | 139 m   | 39     | 2010  |
| 106  | Greenland Hotel                                          | 138 m   | 38     | 2001  |
| 106  | Sheraton Chengdu Lido                                    | 138 m   | 35     | 2000  |
| 108  | Sichuan Radio and Television Center                      | 135 m   | 31     | 2010  |
| 109  | Development Building                                     | 131 m   | 32     |       |
| 110  | Quanxing Building B - Celebrity City Hotel               | 130 m   | 34     | 2002  |